# Sighetu Silvaniei
Sighetu Silvaniei – wieś w Rumunii, w okręgu Sălaj, w gminie Chieșd. W 2011 roku liczyła 492 mieszkańców.